# 明命帝
明命帝（越南语：／；1791年5月25日—1841年1月20日），名阮福晈（越南语：／），又名阮福膽（越南语：／），是越南阮朝第二代君主，1820年至1841年在位，年號明命，死後廟號阮聖祖（越南语：／）。
1820年繼位之後，继承父亲的治国路线，一心想将越南建设成像清朝一样的大帝国。他進行了多項改革，使阮朝處於鼎盛時期。不過，由於各種社會矛盾，越南先後爆發了由潘伯鑅、黎維良、黎文𠐤、農文雲等人領導的叛亂。他還對柬埔寨、寮國進行軍事擴張，同暹羅發生軍事衝突。在位期間，越南的疆域达到有史以來的最大。
在對外政策上，明命帝施行閉關鎖國的政策，在國內嚴厲禁止基督教的傳播。1838年，明命帝將國號改為「大南」。
1841年逝世，葬於孝陵，子紹治帝繼位。

## 早年生涯
阮福晈是阮世祖嘉隆帝阮福映的第四子，為左宮嬪二妃陳氏璫所生。當時舊阮政權還偏安於嘉定（今胡志明市一帶），並與北方的西山朝多次發生戰爭。陳氏璫與其他妃子一樣也隨之奔波，在嘉定府（今胡志明市）活祿村生下了阮福晈。
阮福晈三歲之時，阮福映命元妃宋氏蘭（即後來的承天高皇后）將其收為養子撫養。宋氏蘭要求阮福映做出擔保，阮福映命黎文悅寫下契券作為證明，交給宮婢阮氏犁保管。
景興六十二年（1801年），东宫太子阮福景病死於嘉定。根據慣例，阮福景的兒子阮福美堂應當被立為新的皇位繼承人。但由於阮福景一系有親西方和基督教傾向，阮福映遲遲不立繼承人。嘉隆十三年（1814年），承天高皇后宋氏蘭逝世。由於皇后所生的兒子阮福景英年早逝，阮福映命令阮福晈以養子身份為皇后主持祭祀，這暗示了阮福晈極有可能繼承皇位。阮朝的重臣黎文悅、黎質等極力反對，聲稱阮福晈是庶子，沒有資格為皇后戴孝，而應該讓嫡長孫阮福美堂（阮福旦）主持祭祀。阮福映便把保存的契券拿了出來，以此證明阮福晈是皇后的養子，認定他為「皇四子」，有資格主持皇后的祭祀。阮文誠又認為阮福晈的生母在世，祝文祭詞中的稱謂使用母字不大合適。但阮福映卻聲稱：「子奉父命，以祭其母，名正言順，有何不可！」堅持讓阮福晈以兒子身份祭祀皇后。翌年（1815年），阮福晈被正式冊立為皇太子。

## 治理國家
嘉隆十八年十二月十九日（1820年2月3日），嘉隆帝驾崩。臨終前，嘉隆帝指定讓黎文悅、范登興擔任輔政大臣。明命元年正月初一日（1820年2月14日），30歲的皇太子阮福晈正式舉行登基大典，改年號為「明命」，次年（1821年）尊生母陳氏璫為皇太后。
明命帝是一位恬靜好學的君主。未即位之時，明命帝就與黎光定、阮文誠等推崇儒學的大臣來往密切。繼位之後，他对儒学推崇备至，常常秉烛夜阅奏章。明命帝勤于政事，在位期間進行了多項改革。不過為人多疑而且刚愎自用，事必躬亲，要他親自朱批才能成行。明命帝在任期間常常训诫臣子：「人心思治，不欲滋事生变。然年富力强之时未有建树，而至年迈力衰之时尚能有何作为！故朕不敢有一時之懈怠。」
明命帝繼位之後，立即進行官制、行政區劃、幣制、教育制度等一系列改革，意圖建立中央集權的「文官政府」。在後黎朝末年，儒家政治的“士農工商”秩序徹底被打亂，出現了“米罄逃荒，壹農貳士”的現象。這個現象在西山朝時代更甚。明命帝致力於恢復這種秩序。

### 整頓內政
1820年，剛剛繼位的明命帝废除了嘉隆年间的侍书院，改為文書房。1829年，明命帝參照清朝的職官制度，重新制定官員品階，設立九品十八级職官制度。自一品至九品，每品分為正、從兩級。又改文書房為内阁，任命各部、院的三四品官入閣，管理國家事務。
1830年和1831年，明命帝先後下令廢除了北城、嘉定城兩個總鎮之職，並參照清朝的行政區劃制度，將全國的27個鎮改為30個省1個府（京城承天府），各省以下依次設立府、縣、州、總、社這些行政單位。在嘉隆帝時代，鎮的官員多由武官擔任，可以管理鎮中的軍民事務，因此各地的鎮守、留鎮有實力抗拒朝廷的命令。明命帝改鎮為省之後，設置巡撫、布政使、按察使、領兵等職，由朝廷派遣上任。巡撫負責管理省內政治、教育，布政使負責管理賦稅、丁田、丁壯並傳達朝廷命令，按察使負責管理刑律、驛站，領兵負責管理軍隊。此外，又派遣朝廷大員前往重要的省份擔任總督之職，其地位居於巡撫之上，負責考察官吏、維護疆界。對於少數民族聚居地，明命帝施行改土歸流的政策，任命當地酋長為知州，並派遣流官監督內政。
1834年，明命帝參照宋朝的樞密院和清朝的軍機處，設置机密院。机密院之職由四名四品以上的大臣擔任，奉特旨佩戴金牌。其屬下官僚有員外郎、主事、司務、編修，由各部、各院選出充補。
1836年，鑒於北城各地貧富差距懸殊、官僚仗勢欺人、百姓好賭博和鋪張浪費，明命帝接受裴茂先的建議，訓導百姓，並嚴厲打擊違法亂紀的官員豪強。他頒佈了《十條聖訓》以訓導百姓。另一方面，又在北城各地設立養濟所（相當於福利院），將鰥寡孤獨殘障人士接至養濟所居住，由朝廷供養其生活。
1839年，明命帝制定各品級官員的年俸、春服錢標準。自一品至三品，每年兩次領俸；四品至七品於四季之末領俸一次；八九品以下每月領俸一次。為了防止官員貪污，明命帝又從清朝引入了養廉銀制度。

### 設置宗室管理體系
明命二年（1821年），明命帝令禮部詳查皇室祖先世系，將澄國公阮文溜以前的世系編成“前紀”，為編纂《列聖玉譜》做準備。
明命四年（1823年），明命帝制定日字部二十字，要求後世的君主按此順序為自己取名，而將二字名改為小字：
|  | 暶時昇昊明 昪昭晄晙晪 智暄暕晅㬏 晊晢曣曦㫟 |

如紹治帝名阮福暶，嗣德帝名阮福時，協和帝名阮福昇……依此類推。避諱時，既要避皇帝的名，又要避皇帝的小字。
同時，明命帝下令為自己的后裔編寫「帝系詩」（越南语：／），要求直系后代的命名採用以下排行：
|  | 綿洪膺寶永 保貴定隆長 賢能堪繼述 世瑞國嘉昌 |

而對每一個輩分名字命名的要求也很嚴格，要求按照如下的偏旁部首取名：
綿+宀，洪+亻，膺+礻，寶+山，永+玉，保+阜，貴+亻，定+言，隆+才，長+禾，賢+貝，能+力，堪+才，繼+言，述+心，世+玉，瑞+石，國+火，嘉+禾，昌+小。
例如，明命帝的兒子紹治帝叫阮福綿宗，名中有「宀」部；孫子嗣德帝叫阮福洪任，名字裡有「亻」部，以此類推。
而對於嘉隆帝其他兒子的後裔，明命帝下令為他們制定「藩系詩」（越南语：／）以規定輩字。
同年，明命帝下令設立宗人府，設置官員以管理皇族內諸事。不過阮朝遠支旁系宗親眾多，於是在鄭懷德、黎質等人的建議下，明命帝下令將從阮淦至阮福淳之間九代远支宗室的名字删去姓氏，冠以“宗室”二字，标榜其地位。之後的紹治年間，宗人府改名「尊人府」，宗室則改名「尊室」。但在部分史料中，依然将远支尊室称为阮福氏。例如，尊室說被称作「阮福說」。尊室永𤕶被称作「公曾孫尊室阮福永」。明命二十年（1839年），依皇長子長慶公阮福綿宗建議，明命帝將《皇朝宗譜》分為前編和正編兩個部分，前編記載廣南國時期阮主後裔，正編記載阮朝皇帝後裔。

### 經濟制度

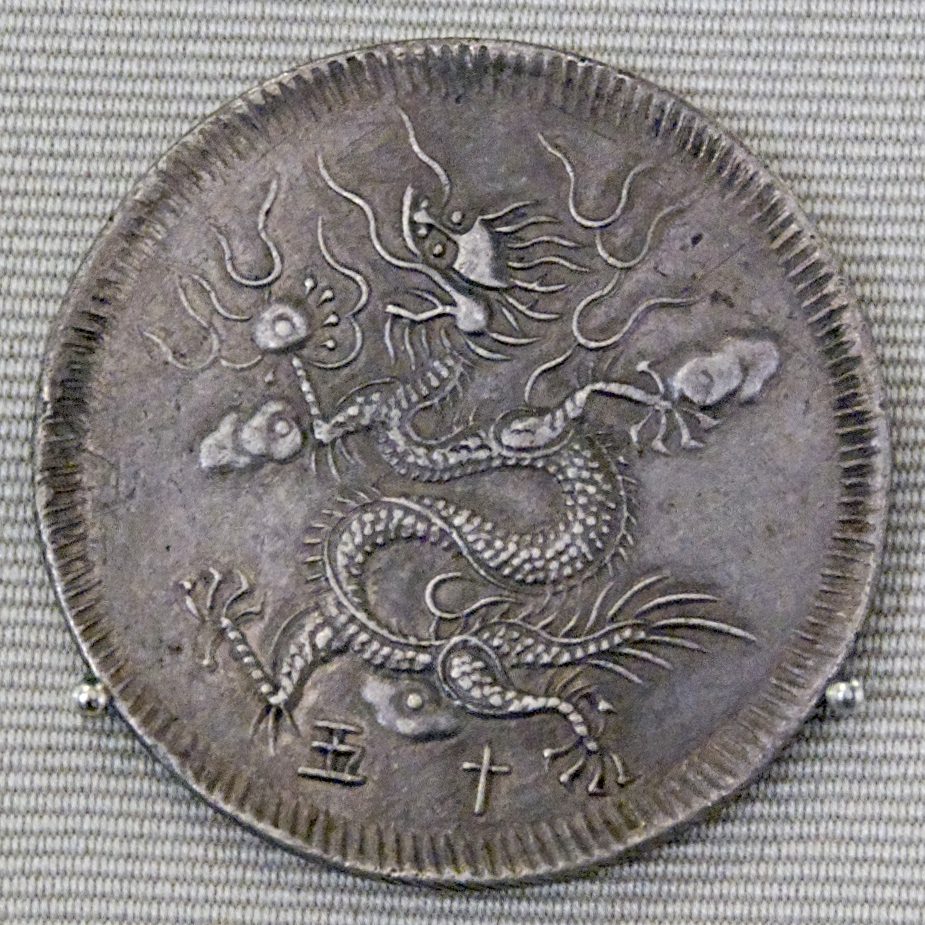
明命帝的飛龍錢，鑄造於1833年

在經濟賦稅上，明命帝與其父定下的制度並無太大差別。只不過之前嘉隆帝給予嘉定城「裁決訴訟、自行任免官員」的權力被明命帝收回。1836年，明命帝派遣官員來到嘉定城，丈量土地並徵收丁稅、田稅、關稅，共統計當時全國有丁970516，田土4063892畝。
明命帝在位期間，铸有「明命通宝」小平铜钱，并开始铸造美号大钱。美号大钱铜质，正面钱文“明命通宝”，背面选儒家经典四书五经中的文字為铭文，有四字和八字者，十分稀有。
另一方面，明命帝及其父嘉隆帝均大力推广越南獨有的锌钱（也稱白鉛錢），份量沉重，價值甚低，根據當時越南官方匯率，三吊白鉛錢只能換得一吊銅錢，可謂劣幣中的劣幣，因此明命帝宣稱：「铅钱之用，富户既不敢私藏，而邻国来商者又不敢带回。此钱流通非但利于民，亦利于国，乃自然只利也」。白鉛錢的鑄造可說是深受中国五代南楚高郁关于铅铁钱货币政策的启发。

### 科舉改革
明命帝在位期間，也對越南的科榜制度進行了改革。嘉隆帝在位期間，越南僅有鄉試而已。明命帝繼位之後，全面恢复了科榜考試。1822年，明命帝下令開會試、庭試以選拔進士，改原先六年一次的科試為三年一次。1829年，又命中格但不及分者可中副榜。
不过，明命帝也發現傳統的科举制度的眾多弊病。明命帝認為科舉制度人為地製造了學術研究的條條框框，且使士人迂腐而功利，對國家的發展非常不利。但科舉制度已經根深蒂固，且明命帝又一時無法找到解決的方法，只能逐步進行改革。

### 崇尚儒學
明命帝恬靜好學，博覽群書，擅长汉文诗，精通儒学，崇尚孔孟之道。他本人撰有詩集《御製剿平南圻賊寇詩集》、《御製詩集》兩本。明命帝的兒子從善王、綏理王、襄安郡王（並稱「阮朝三堂」），女兒月亭、梅庵、蕙圃（並稱「阮朝三卿」），也都善於寫詩。
明命帝致力於推廣儒學，在位期間，文庙遍布越南各大城镇，每逢春天、秋天举行都會為孔子舉行隆重的祭典。他又設立國史館以編纂國史，並下令獎勵著書立說者。明命年間，越南湧現出潘清简、黎光定、郑怀德、潘輝注、龔文曦、黃公才、阮廷正、武文鑣等儒學大家。《嘉定城通志》、《歷朝憲章類誌》等書都是明命年間編寫的。在明命帝的大力推廣下，越南的儒學氛團继16世纪后黎朝儒学的黃金时代后，再一次興盛起來。
明命帝非常重視儒學教育，他规定越南七八岁儿童就讀蒙學時，塾師首先要教授忠、孝兩經，以及朱熹的《小学集注》；先讀四书，然后再读五经。1835年，明命帝还诏谕将四书五经和朱熹的《小学集注》等书大量印行，同时允许民间印刷销售，使这些书籍能廣泛流行於越南境內。
1839年，明命帝曾以属国越南国王的身份，奏请中国清朝的道光皇帝向越南颁发《康熙字典》，以便越南人可以学习汉语，並規定学校教学、政府文书、科举考试一律要采用汉字，不准使用或混用喃字。
不過，明命帝在宣揚漢文文學的同時，也對喃字文學進行打壓。這些喃字文學作品多揭露了當時社會的陰暗面，因此被知識分子認為是難登大雅之堂之作。雖然阮朝的士大夫中流傳著“男不看《潘陳》，女不看《翠雲翠翹》”（Đàn ông chớ kể Phan Trần, Đàn bà chớ kể Thúy Vân Thúy Kiều）之語，但這些喃字文學作品依然受到百姓的喜愛。

### 軍事制度
明命帝時代的兵種分為步兵、水兵、象兵、騎兵、炮兵五種。
步兵分為京兵和奇兵。京兵為防守京城的兵。編制上分為營、衛、隊三級。每營五衛，每衛十隊，每隊五十人。每衛擁有兩口神功大炮、兩百支鳥槍、二十一面旗。京兵有時候也會外派到各省。奇兵則是各省的軍隊，分為奇、隊兩級。
象兵的編制為隊，每隊有四十頭戰象。又規定當軍隊開往某地時，皇帝需派遣幾名醫生隨行，以備診治。
水兵共十五衛，分為三個營。明命帝非常重視海面的防禦，因此水軍經常演習，而在諸海口島嶼設立炮台。
雖然明命帝認為「治國必有武備」而十分重視軍事，但朝廷重文輕武，各地官員對於軍事演習往往敷衍了事。當時的軍隊中已經出現了兵冊中人數眾多、事實兵員不足的現象；且軍事器械比較陳舊落後、士兵訓練不足。明命帝雖知曉此情，但卻無法遏止，這顯現出阮朝軍隊逐漸衰敗的跡象。

## 內外戰事
阮朝於1802年征服北城，但北城一帶仍有不少後黎朝的支持者。再加上官僚的貪污腐敗，導致了百姓的不滿。1822年，北城一帶爆發農民起義，官軍不能制。明命年間，北城地區先後爆發了大大小小的254次農民起義。其中規模較大的有潘伯鑅、黎維良、農文雲的起義。而在南方的嘉定城，黎文舉兵叛亂，暹羅軍隊和法國傳教士也介入這場叛亂。這些農民起義給予了朝廷沉重打擊，政權幾乎陷入癱瘓。後經明命帝勵精圖治方才安定，但已大不如前。
對外方面，明命帝出兵攻打寮國、柬埔寨，將它們變成越南的領土。

### 潘伯鑅之亂
1826年，潘伯鑅、武德葛、阮幸起兵於南定，攻破茶里、麟海二守，殺死守御鄧廷勉、阮忠演以及南定鎮守黎茂菊。明命帝派兵圍剿，殺死武德葛。但不久潘伯鑅、阮幸又聯合流亡到越南的中國山賊，騷擾北城沿岸一帶，攻破海陽的先明、宜陽二縣。明命帝派清化參辦阮公著、乂安參辦阮德潤率軍前往北城，會同北城協鎮阮有慎一起圍剿。翌年，在天長府、建昌府一帶擒獲潘伯鑅等，全部處死。

### 對寮國部落的征服
1826年，万象王国國王昭阿努（阿弩）起兵反抗暹羅的統治，寮國各地的酋長也紛紛舉兵響應。昭阿努率軍攻打暹羅的那空叻差是瑪府（呵叻府）、沙拉武里府，但被暹羅擊敗。翌年，暹羅國王拉瑪三世派遣博丁德差攻破万象，將這座城市洗劫一空。昭阿努只得向越南求援。明命帝同意了這個請求，派遣潘文璻經略邊務大臣前去救援。又派黎德祿、阮公近率兵三千，從乂安出發，經川壙（鎮寧府）前去，迎接昭阿努到乂安。途中，黎德祿、阮公近派人繪製地圖，送往順化。
1828年，昭阿努聲稱實力已經恢復，希望收復万象之地。明命帝便派潘文璻為經略大臣、阮文春為副大臣、阮科豪為參贊，率兵三千，經川壙（鎮寧）攻打万象。但事實上這三千士兵持觀望態度，坐視昭阿努成敗。昭阿努再次被暹羅擊敗，向阮朝朝廷請求支援。明命帝拒絕了他的要求，派兵防守邊境。昭阿努被川壙王昭內擒獲，獻給暹羅。
隨後，暹羅又進攻寮國各部落，寮國各部落不滿，向阮朝求救。明命帝派范文典經理甘露諸事，黎登瀛為參贊軍務，支持寮國各部落同暹羅對抗。范文典一面作書給暹羅統帥博丁得差斥責他，一面分兵三路進軍寮國。博丁得差見越南軍隊強大，作書表示沒有與越南作對的意思，並撤兵歸國。川壙王昭內便要求內附阮朝，明命帝封其為鎮寧防禦使，让昭内带着人丁冊及田亩册上呈阮朝。以其地置鎮寧府（今寮國川圹省），下辖七县。寮國各部落為求自保，纷纷内附阮朝。明命帝又以同樣手法，在这些地区设置羁縻州府，封部落酋长为土官，将边境向西扩展，一直推进到湄公河岸边。
明命年間，侵佔了寮國三分之二的领土，在寮國設置有七個府，分別是镇靖府（今万象）、镇蛮府、镇边府（皆在今華潘省）、镇定府（今甘蒙省）、乐边府（今沙湾拿吉省）、镇宁府（今川圹省）。其中鎮邊、鎮定兩府隸屬乂安，鎮蠻府隸屬清化。又設置甘露九州，劃歸廣治管轄。明命帝派兵駐守鎮寧等地，把乂安的罪犯流放到這裡進行開墾。
1829年，明命帝以昭內不朝貢為由，派謝光巨領兵前往鎮寧，擒獲昭內，送往順化處死。謝光巨隨即接管了鎮寧府事務，推薦土官昭况、欽撅擔任自己的副手。1830年，謝光巨被召回，但阮朝仍駐軍鎮寧。1832年，昭况被封為鎮寧防禦使，賜名嶠貺；欽撅被封為鎮寧防禦同知，賜名欽闕。暹羅派人招誘二人。1834年，二人率部投降暹羅。在此後暹羅與越南爆發的戰爭中，川壙是雙方長期爭奪的對象。但直到1850年代的時候暹羅才徹底控制川壙。

### 黎維良之亂
1833年，又有後黎朝子孫黎維良在寧平起兵，自稱大黎皇孫。土司郭必功、郭必濟、丁世德、丁功鄭等舉兵響應，攻陷樂土、奉化、安化三州縣，圍攻興化城。安靜總督謝光巨、清化總督阮文仲奉命圍剿，擒殺黎維良，郭必功等土司聯軍亦潰散。經過這次叛亂之後，明命帝下令將北城的後黎朝子孫流放到廣南、廣義、平定一帶，由朝廷發放錢財和土地供其謀生。

### 黎文𠐤之亂

法國巴黎外方傳教會教士若瑟·玛尔香（Joseph Marchand）被阮朝政府凌遲處決的情景

1831年黎文悅逝世後，明命帝施行廢鎮建省的改革，廢除了總鎮之職，以總督、巡撫、布政使、按察使、領兵分其權。朝廷派往藩安省的布政使白春元知道明命帝久對黎文悅不滿，便搜羅黎文悅的不法證據，大肆治其舊部之罪。黎文悅在任期間，曾遷大量罪犯至嘉定鎮墾荒，白春元的舉動引起他們的極大不滿。1833年，黎文悅的養子黎文發動叛亂，逮捕了白春元並將他點天燈處決，又殺死其全家。藩安總督阮文桂領兵平叛，戰敗被殺。黎文自稱大元帥，在藩安城設立百官，並派蔡公朝攻陷了嘉定城六省。巴黎外方傳教會教士若瑟·玛尔香（Joseph Marchand）號召天主教徒起兵響應，並聲稱要將阮福景的兒子阮福美堂擁上皇位，謀求令越南成為天主教國家。華僑麥進階、劉信也舉兵響應。這是明命年間最大規模的叛亂。
明命帝聞變，派遣宋福樑為討逆左將軍、阮春為參贊，潘文璻為討逆右將軍、張明講為參贊，會同平寇將軍陳文能一起，率水步之軍前去鎮壓。蔡公朝的叛變使黎文被迫據守藩安城對抗官軍。黎文派人向暹羅求救，暹羅國王拉瑪三世派水陸軍隊分兵五路攻打越南。一路以水軍戰船100艘攻打河僊；一路經柬埔寨攻打朱篤、安江；一路進攻甘露；一路進攻甘吉、甘門；一路進攻鎮寧。其中前兩路的軍隊兵力較多。
明命帝派張明講、阮春前往安江，黎文瑞守甘露，范文典守乂安，又派阮文春進兵鎮寧。張明講在柬埔寨擊敗暹羅軍，安江巡抚黎大纲驻守南荣城（今柬埔寨金边），挾持柬埔寨國王安贊二世（匿螉禛）對抗暹羅。張明講、阮春自南榮城進兵，擊敗暹羅軍隊，奪取了菩薩城。1834年，阮朝基本成功抵抗了暹羅的入侵。翌年黎文逝世，子黎文鴝嗣位。不久藩安城被攻陷，起義便失敗。1831名起義者被阮朝軍隊處決，並將屍首集中掩埋，稱為「偽墓」。主犯黎文鴝、麥進階、劉信、若瑟·瑪爾香等六人被押往順化，於當年十一月以大逆罪被凌遲處決。

### 柴嵮羅奔王之亂
在黎文𠐤之亂爆發的同時，原順城鎮境內也爆發了占族的叛亂，要求恢復自治。
順城鎮是占族的自治領地，由阮朝冊封的占族領袖世代統治。1832年，在黎文悅逝世後，阮朝決定對順城鎮進行「改土歸流」。明命帝以順城鎮正鎮守阮文承主動請求歸附為名，撤銷順城鎮建制，改為平順鎮，以其地設寧順府綏定、綏豐二縣。自此占婆作為一個國家正式滅亡。然而，阮朝任命的越族「流官」不尊重占族人的風俗習慣，強制推行越南化政策，引起占族人的普遍不滿。1832年，占族的伊瑪目自吉蘭丹歸來，號召穆斯林對越族人發起聖戰，但很快被鎮壓。
1834年，就在阮朝官軍圍剿黎文𠐤之亂的同時，另一場由柴嵮、羅奔王領導的起義爆發。這場叛亂就是柴嵮羅奔王之亂，阮朝稱其為「乙未順匪」。西原的拉格萊族、格賀族、斯丁族都舉兵響應。富安、慶和、平順三省西部的山區被叛軍佔領。平順提督裴公諠、贊襄黎德漸領兵鎮壓，對反叛的占族和高地民族進行屠殺。1835年，柴嵮、羅奔王被殺，叛亂被鎮壓。不久，明命帝以「暗通藩安賊」為藉口，將占婆領袖阮文承、阮文元誅殺，並強制占族人搬遷到沿海與越族人混居。

### 農文雲之亂
黎文之亂爆發後，阮朝朝廷搜捕叛亂者的親屬。這些嘉定城的叛軍中有不少是來自北城的罪犯，他們留在北城的親屬們多被追捕。這些親屬中也包括了黎文的內兄農文雲。農文雲是岱依族人，擔任保樂州（今屬高平省）知州。1833年，當得知黎文在嘉定城發動叛亂之後，農文雲便在保樂州舉兵反抗，攻破高平省城，自稱節制上將軍，鑄元隆通寶。農文雲發兵攻打北城各省，七泉州知州阮克和舉兵響應。明命帝派山興宣總督黎文德為三宣總督軍務，派海安署理總督阮公著為參贊，會同寧太總督阮廷普前去鎮壓。由於農文雲圍攻諒山甚急，又派安靜總督謝光巨為總統大臣，前去高平平叛。
農文雲聯合芒人、僈人，依靠崇山密林的地勢，對前來清剿的官軍展開遊擊戰。官軍損失慘重。謝光巨解除了諒山之圍並收復了高平。黎文德、阮公著攻破保樂州，農文雲剃髮易服，逃往中國境內避難，留女婿雲光總和堂弟農文仕、農文碩抵抗官軍。官軍見農文雲逃往中國後便班師回朝。農文雲又回到保樂州，勢力再次強大。
1834年，黎文德、范文典從山西進兵宣光，謝光巨、阮進林、胡佑自高平出發，阮廷普、阮公著自太原出發，三路大軍圍攻保樂州。阮朝方面照會清朝，要求防備農文雲再次逃往中國。中國遣返了逃往貴州境內的農文仕、農文碩等五人，農文雲被迫逃到宣光，匿於叢林之中。范文典包圍叢林放火燒山，將農文雲燒死。農文雲之亂遂被平定。

## 禁止天主教傳播
1825年，法國傳教士羅熱洛（Rogerot）乘坐泰蒂斯號（Thétis）來到沱㶞港（今峴港），在各地傳教。這引起了明命帝的高度關注。不久，明命帝下達禁教令，聲稱：“西方之道為左道，迷惑人心，敗壞風俗，故應嚴禁之，以使吾民信奉正道。”又命令各地官員嚴格盤查入境的外國船隻。嘉定總鎮黎文悅上書明命帝，希望放寬對基督教的政策；明命帝便將全國各地的傳教士召到順化，將他們禁錮在順化皇城裡，讓他們翻译法国书籍，以防止他們外出傳教。同年，又下令全國天主教徒必須放棄信仰，並獎勵捕獲傳教士的人。
由於在1833年的黎文之亂中，越南的天主教徒公然參與叛亂，並且還聲稱擁立故太子阮福景的兒子阮福美堂為越南國主，使明命帝更加深切感受到天主教徒對其皇位的威脅。自1834年至1838年，明命帝取諦天主教的情況越見嚴厲。據教宗利奧十三世於1900年5月7日公布的公函《最強壯的勇士們》（Fortissimorum virorum），在明命帝在位期間，越南天主教殉道者名單人物，多在1838年被越南阮朝政府處決。
縱觀越南阮朝諸君主中，以明命帝及其孫嗣德帝阮福時對禁絕天主教的態度最為嚴厲。正因為禁教的嚴厲態度，明命帝在西方世界常常以暴君的形象登場，被稱為「東方的尼祿」。

## 黎文悅案和黎質案
黎文之亂被平息之後，明命帝下令搗毀了黎文的據點藩安城，易地重建。同年，都察院官員潘伯達上奏嘉定總鎮黎文悅生前存在眾多不法行為。此後，大臣何宗權、阮知方、黃炯等紛紛奏稱黎文悅生前圖謀不軌。明命帝派武春謹鏟平了黎文悅的墳墓，在其原址上豎立「權閹黎文悅伏法處」的石碑。沒收財產，其親族判斬監候。
次年，又有吏部左侍郎黎伯秀追參北城總鎮黎質生前不法之事，聲稱黎質在北城期間專行不法，並陰謀推翻明命帝。明命帝命人剷除了黎質墓，在其原址上豎立「奸臣黎質伏法處」的石碑。沒收家產，其親族亦判處斬監候。

## 征服柬埔寨
在阮朝建立前，柬埔寨已受到暹羅和廣南阮主政權兩者多年的蠶食，國弱民貧，正步向和占城國一樣沦亡的后尘。
1834年，明命帝乘黎文叛亂之機，以「保护」柬埔寨为名，派遣大将张明讲侵占柬埔寨。此後张明讲驻守南荣城（今柬埔寨金边），以監督柬埔寨內政，安江巡抚黎大纲又建立安蠻堡以駐守軍隊。
同年，柬埔寨国王安赞二世病死。因其无嗣，张明讲於1835年奏请立安赞二世之女安眉（越南史料称“玉云”）为「高綿郡主」，以榮龍、羅堅代掌國印，張明講、黎大綱權監國事。安眉僅為傀儡，實權完全由張明講、黎大綱掌握。此後，越南在柬埔寨地區實施「改土歸流」，将柬埔寨首都金边改称为镇西城，设置了32府2县，委派越南文官直接管治柬埔寨地區。
由於越南阮朝一直視柬埔寨、暹羅等國為未開化的蠻夷，因此阮朝首先援引占城國舊例，在柬埔寨厲行越南化政策。
高棉人首先要改漢姓，寫漢字，將柬埔寨各地方换上汉字名字。將柬埔寨的軍隊按越南編制改制，軍官全由越南人擔任。在以高棉人為主的守備军中，又安插裝備先進的越南籍官兵。每當發生戰爭，便讓高棉士兵衝在前面，由配備槍支的越南籍士兵在後面壓陣。
此外，越南阮朝亦逼使柬埔寨百姓易服蓄髮，以及采用越南百姓的風俗習慣，包括柬埔寨百姓需要穿著褐色或黑色的交领布衣和长袍，柬埔寨本地官员必需穿戴越南官員的纱帽圆领，并强制柬埔寨男子梳越南人的发式，像越南男人般蓄发绾髻。
另一方面，對於柬埔寨百姓信奉的上座部佛教（亦称南传佛教），越南阮朝亦對其不抱好感，下令逼使當地僧侶還俗，也下令毁坏上座部佛教的寺庙。
1840年，阮朝更是派遣黎文德為钦差大臣，尹蘊為副大臣，在柬埔寨徵收稅收、丈量土地、監督貿易，協助張明講直接统治柬埔寨。大量越南人湧入柬埔寨耕田，驅逐並侵佔了高棉人的土地。1841年，張明講為斷絕柬埔寨王室的人望，又将安眉掳往嘉定（今越南胡志明市），榮龍、羅堅流放到北圻。
雖然阮朝官方編纂的《大南实录正编》宣称：「自此腊人衣服器用多慕汉风、蛮俗渐改革矣」，但事實上，阮朝對柬埔寨的侵略和壓迫導致柬埔寨人的不滿。僧侶、貴族、百姓等也紛紛起兵爭取復國，張明講、黎文德不時領兵討伐柬埔寨境內叛民，但柬埔寨人的起義仍此起彼伏。在得知安眉被擄到嘉定之後，流亡暹羅的王子安東（匿螉），在暹羅軍隊的支持下回到柬埔寨，發動反對阮朝的起義。明命帝又派遣阮公著、阮進林率大軍進入柬埔寨，但仍無濟於事。

## 對西方列強態度

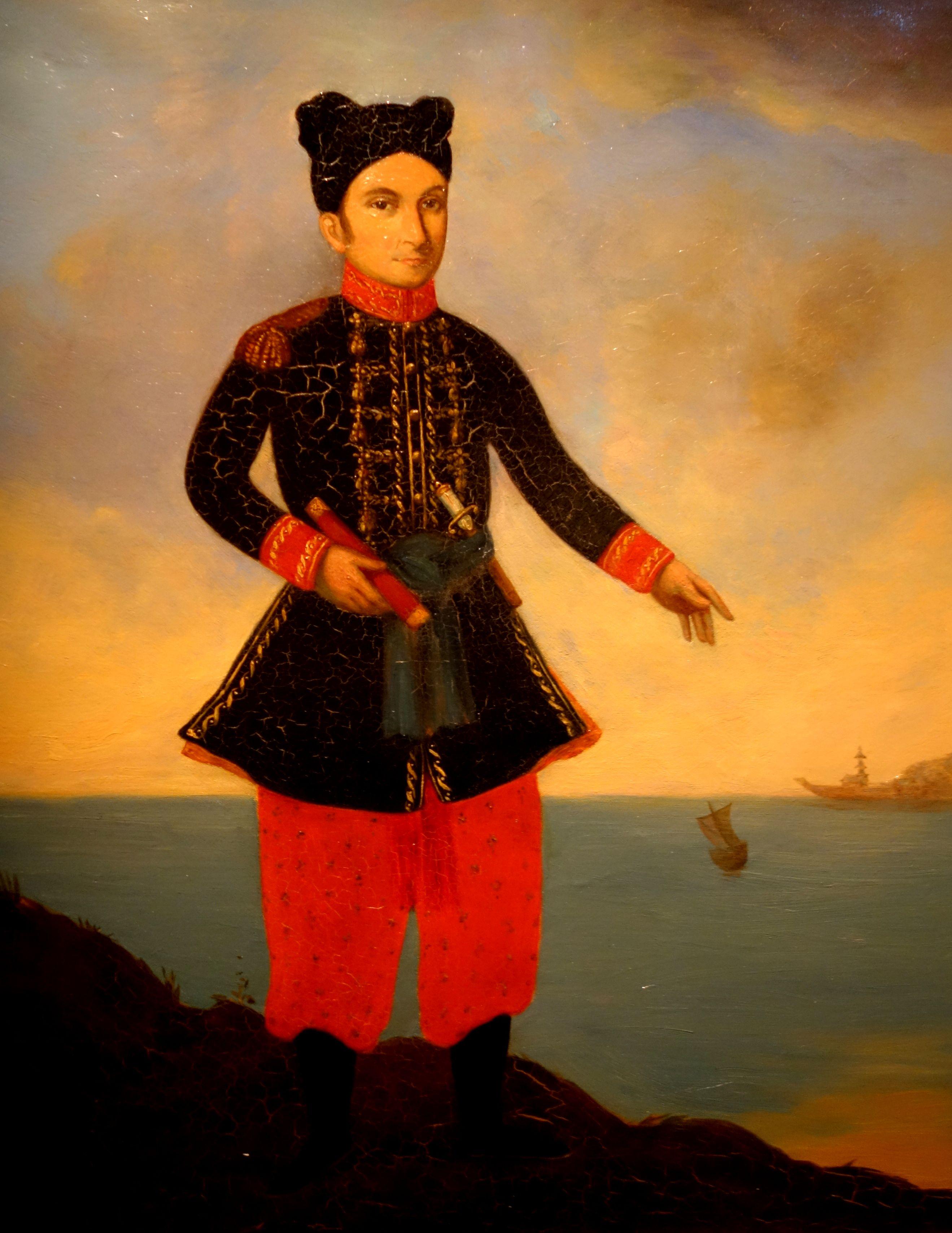
阮朝法籍大臣讓-巴蒂斯特·沙依諾，當時身穿混有越法特色的軍裝。

與父親嘉隆帝阮福映不同，明命帝對西方列強的態度，從開始只是表面上的熱情，到晚年逐漸持排斥態度。
阮福映在位期間，出於對法國傳教士百多祿援助阮朝的回報，阮福映允许法国人在越南境內通商传教，並且聘用援阮的法国軍官为大臣。不過，雖然阮朝復國很大程度依靠法國人的力量，但阮福映仍然對法國人存有戒心。早在1815年的時候，嘉隆帝之所以選擇明命帝阮福晈為王位繼承人，而不是故太子阮福景的兒子阮福美堂，就是看中明命帝思想上比較排斥天主教，並且對入境西洋人的動機存有疑慮。阮福映也發現了阮福晈有強烈地排斥西方的傾向，故而在臨終前囑咐明命帝，要求他尊重歐洲人特別是法國人，但不要給予他們任何優待。可見阮福映在提防法國人之餘，亦提醒明命帝避免徹底得罪法國人。
1818年，擔任「掌奇」的法籍大臣讓-巴蒂斯特·沙依诺（越南名阮文勝）獲准歸國休假。1821年，沙依諾被法國政府委任為法國駐順化的領事和法國的全權欽差大臣，带着法國國王路易十八的国书回到越南，求見明命帝，洽谈通商之事。明命帝热情地接見了他，表示愿意缔结通商条约，但前提條件是前来贸易的法国人必须遵守越南法律。
1822年，法国军舰「克麗奧佩特拉」號（La Cléopâtre）驶入沱㶞港（今越南岘港），舰长埃里奧（Courson de la le Héllio）攜帶禮物，委託沙依諾說情，要求面见明命帝，但遭到明命帝斷然拒绝，認為一個艦長要求面見自己並不符合身份。沙依诺對自己未能跟越南簽訂通商條約感到灰心失意，于是与另一法籍大臣菲利普·瓦尼埃一起在1824年辞职，經嘉定搭乘商船归国。
沙依诺与瓦尼埃走后，明命帝对法国的态度逐漸冷淡。1825年，法國派遣海軍上校布甘維勒（Bougainville）率領「泰蒂斯」號（Thétis）、「希望」號（Espérance）軍艦來到沱㶞港，再次要求進行通商。明命帝派人賜予他禮物，並以朝中無人通曉法語為由，拒絕接見他。1826年，法國派遣讓-巴蒂斯特·沙依諾的侄兒歐仁·沙依諾（Eugène Chaigneau）法国駐順化领事一職，但明命帝不予承認。1829年，歐仁归国，法越兩國變相中止了邦交。此后一直到1858年，越南境内几乎沒歐洲人的蹤影。
1832年和1836年，美國總統安德魯·傑克森派遣艾德蒙·羅伯特（Edmund Robert）兩次來到順化，希望同越南建交。不過都被明命帝拒絕。
不過明命帝也對歐洲的科技事物表現出了極大好奇之心。1825年，嘉定總鎮黎文悅上書明命帝，希望放寬對基督教的政策；明命帝便將全國各地的傳教士召到順化，將他們禁錮在順化皇城裡，讓他們翻译法国书籍。1834年，明命帝得知西方發生工業革命之事，又下令开设「水火记济车厂」，成功制造越南歷史上第一批蒸汽机车。明命年間，越南的資本主義進入萌芽階段。
此外，當他知道歐洲人已經開始使用種痘的方法來預防天花后，立即讓法國籍家庭醫生讓·馬里·德斯皮奧為皇室宗親接種疫苗。明命帝有意藉著以上舉措，了解當時歐洲的發展。
1839年，明命帝得到「紅毛謀侵廣東」的奏報之後，認為這是由於清朝內政衰微、官僚階層懶惰懦弱造成的，以此預言清朝必將逐漸走向衰敗：「清人懦弱，我知之矣。」但仍保持與清朝的朝貢關係。
1840年中英鸦片战争爆發。中國的戰敗給明命帝很大震动，越南上下都担心英国会借海上的優勢入侵越南。明命帝於是派遣由兩個普通越南官員和兩個翻譯組成的「越南使團」前往法國，尋求與法國建立外交關係以與英國抗衡，並希望同西方商討基督教之事。明命二十一年十二月二十八日（1841年1月20日），心力交瘁的明命帝逝世，享年50歲。臨終前，明命帝將大臣張登桂、武文解、阮知方、林维浃召入榻前，要求他們輔佐皇太子阮福綿宗。阮福綿宗改名阮福暶並繼位，是為紹治帝。給明命帝上廟號聖祖（越南语：／）、諡號體天昌運至孝純德文武明斷創述大成厚澤豐功仁皇帝（越南语：／），葬之於孝陵。
越南代表團到達法國首都巴黎，求見法國國王路易·菲利普。但是由於明命帝在西方世界的惡劣形象，許多法國人對這個越南使團不抱好感。巴黎外方傳教會呼籲路易·菲利普不要接待，最終越南使團無功而返。

## 評價
- 阮朝維新年間編纂的《國朝正編撮要》，對明命帝作如是評價：「帝以上聖之資，承大定之後，勵精圖治，粉飾太平。稽古典，修禮樂，謹權量，審法度，設科取士，耕藉勸農，舉辰巡以省方，定京察以課吏。春閱詳於講武，邱審謹於用刑。規模宥密，品節備具。至若抑禁近之權，嚴閹宦之戒，與夫皇親國戚不得干預外事，其防微杜漸之意尤深。二十一年憂勤庶，政常如一日，凡一切絲綸、批示、諭旨、制誥皆自創。始文教被于蠻土，威震于暹、牢，聖德神功，莫可名狀。且於萬幾之暇留意藝文，御製詩五集、文二集，天機預兆、古器銘文諸作，皆所以發妙道而弘至教。惟大聖人制作迥出尋常。盡革黎、李以前簡陋之風，開我大南萬事文明之制，猗歟盛哉！」[67]
- 越南歷史學家陳仲金認為明命帝「是一位資質明敏的國君，性好學且勤於政事」，「政績有許多好的，也有不少壞的；他知剛而不知柔，他有威權而少肚量，他知有民有國而不知時勢進化。所以說他是位英君明主則有過份，而說他是位暴君亦覺有失公允」[9]。他在位期間進行法律、制度的改革，確立國家的綱紀。但他思想保守復古，殺害天主教教民，並與西方國家絕交，致使越南陷入了外交孤立狀態。[66]
- 越共學者對明命帝的評價不佳，他們認為明命帝改革的目的是竭力恢復落後的封建秩序，[11]他們又認為明命帝的外交政策是「鼠目寸光」的，他「主動拒絕與西方資本主義國家的一切關係」，「只想用把身子縮在護身殼內的蝸牛式的方法來進行自衛」，「不可能阻止日益逼近的外國侵略的危險」。對寮國、柬埔寨的戰爭不僅「勞民傷財」，而且製造了越南與鄰國之間的仇恨，此後法國殖民者便利用了這一點對印度支那三國進行侵略和奴役。[68]
- 中國學者郭振鐸、張笑梅認為明命帝是一位頗有作為的君主。他施行了一系列有利於社會發展的改革政策，使得越南封建社會再次出現鼎盛時期。隨其改革初衷並非為勞動者謀利，但客觀上卻對社會進步作出了一定貢獻。[69]不過晚年時的他專橫暴戾、奢華腐敗，對勞動者課以重稅、鎮壓人民起義、對外發動侵略戰爭，因此既是一位明君，又是一位昏君。[7]

## 家族
| \| \| \| \| \| \| \| \| \| \| \| \| \| \| \| \| \| \| \| \| 祖父：興祖康皇帝阮福㫻 \| \| \| \| \| \| \| \| \| \| \| \| \| \| \| \| \| \| \| \| \| \| \| \| \| \| \| \| \| \| \| \| \| \| \| \| \| \| \| \| \| \| \| \| \| \| \| \| \| \| \| \| \| \| 父：世祖高皇帝阮福映 \| \| \| \| \| \| \| \| \| \| \| \| \| \| \| \| \| \| \| \| \| \| \| \| \| \| \| \| \| \| \| \| \| \| \| \| \| \| \| \| \| \| \| \| \| \| \| \| \| \| \| \| \| \| 祖母：孝康皇后阮氏環 \| \| \| \| \| \| \| \| \| \| \| \| \| \| \| \| \| \| \| \| \| \| \| \| \| \| \| \| \| \| \| \| \| \| \| \| \| \| \| \| \| \| \| \| \| \| \| \| \| \| \| \| \| \| 聖祖仁皇帝阮福晈 \| \| \| \| \| \| \| \| \| \| \| \| \| \| \| \| \| \| \| \| \| \| \| \| \| \| \| \| \| \| \| \| \| \| \| \| \| \| \| \| \| \| \| \| \| \| \| \| \| \| \| \| \| \| 外祖父：陳興達 \| \| \| \| \| \| \| \| \| \| \| \| \| \| \| \| \| \| \| \| \| \| \| \| \| \| \| \| \| \| \| \| \| \| \| \| \| \| \| \| \| \| \| \| \| \| \| \| \| \| \| \| \| \| 母：順天高皇后陳氏璫 \| \| \| \| \| \| \| \| \| \| \| \| \| \| \| \| \| \| \| \| \| \| \| \| \| \| \| \| \| \| \| \| \| \| \| \| \| \| \| \| \| \| \| \| \| \| \| \| \| \| \| \| \| \| 外祖母：夫人黎氏 \| \| \| \| \| \| \| \| \| \| \| \| \| \| \| \| \| \| \| \| \| \| \| \| \| \| \| \| \| \| \| \| \| \| \| \| \| \| \| \| \| \| \| \| \| \| \| \| \| \| \| \| |                        |  |  |  |  |  |  |  |  |  |  |  |  |  |  |  |
| |                        |  |  |  |  |  |  |  |  |  |  |  |  |  |  |  |
| | 祖父：興祖康皇帝阮福㫻 |  |  |  |  |  |  |  |  |  |  |  |  |  |  |  |
| |                        |  |  |  |  |  |  |  |  |  |  |  |  |  |  |  |
| |                        |  |  |  |  |  |  |  |  |  |  |  |  |  |  |  |
| | 父：世祖高皇帝阮福映   |  |  |  |  |  |  |  |  |  |  |  |  |  |  |  |
| |                        |  |  |  |  |  |  |  |  |  |  |  |  |  |  |  |
| |                        |  |  |  |  |  |  |  |  |  |  |  |  |  |  |  |
| | 祖母：孝康皇后阮氏環   |  |  |  |  |  |  |  |  |  |  |  |  |  |  |  |
| |                        |  |  |  |  |  |  |  |  |  |  |  |  |  |  |  |
| |                        |  |  |  |  |  |  |  |  |  |  |  |  |  |  |  |
| | 聖祖仁皇帝阮福晈       |  |  |  |  |  |  |  |  |  |  |  |  |  |  |  |
| |                        |  |  |  |  |  |  |  |  |  |  |  |  |  |  |  |
| |                        |  |  |  |  |  |  |  |  |  |  |  |  |  |  |  |
| | 外祖父：陳興達         |  |  |  |  |  |  |  |  |  |  |  |  |  |  |  |
| |                        |  |  |  |  |  |  |  |  |  |  |  |  |  |  |  |
| |                        |  |  |  |  |  |  |  |  |  |  |  |  |  |  |  |
| | 母：順天高皇后陳氏璫   |  |  |  |  |  |  |  |  |  |  |  |  |  |  |  |
| |                        |  |  |  |  |  |  |  |  |  |  |  |  |  |  |  |
| |                        |  |  |  |  |  |  |  |  |  |  |  |  |  |  |  |
| | 外祖母：夫人黎氏       |  |  |  |  |  |  |  |  |  |  |  |  |  |  |  |
| |                        |  |  |  |  |  |  |  |  |  |  |  |  |  |  |  |
| |                        |  |  |  |  |  |  |  |  |  |  |  |  |  |  |  |

### 後宮
| 封號     | 諡號            | 姓名     | 生卒年                        | 父親           | 子女                     |
| -------- | --------------- | -------- | ----------------------------- | -------------- | ------------------------ |
| 一階宸妃 | 順德 佐天仁皇后 | 胡氏華   | 1791年11月30日－1807年6月28日 | 福國公胡文盃   | 紹治帝生母，後追尊為皇后 |
| 一階賢妃 |                 | 吳氏政   | 1792年－1843年                | 掌奇吳文楚     | 生5子4女                 |
| 二階嘉妃 | 端禮            | 氏雪     | 卒于1812年                    | 光祿寺少卿文軫 | 生壽春王                 |
| 三階莊嬪 | 淵淑            | 陳氏線   | 1791年12月16日－1852年1月4日  | 衛尉陳公議     | 生2子                    |
| 四階淑嬪 | 端烈            | 阮氏寶   | 1801年9月7日－1851年9月12日   | 阮克紹         | 生4子3女                 |
| 四階惠嬪 | 淵順            | 陳氏勳   |                               | 衛尉陳文雄     | 生6子9女                 |
| 五階安嬪 | 華艷            | 胡氏隨   | 1795年－1839年年1月23日       | 錦衣校尉胡文瞻 | 生3子1女                 |
| 五階和嬪 | 靜雅            | 阮氏奎   |                               | 掌奇阮文聲     | 生4子6女                 |
| 五階麗嬪 | 淑則            | 阮氏翠竹 |                               | 副衛尉阮嘉貴   | 生6子2女                 |
| 六階婕妤 | 靜柔            | 黎氏愛   | 1799年11月17日－1863年10月8日 |                | 生3子2女                 |
| 六階婕妤 |                 | 阮氏圓   |                               | 郡公阮文謙     | 生2子3女                 |
| 七階貴人 |                 | 梁氏願   | 1800年10月18日－1871年12月9日 | 錦衣校尉梁廷帥 | 生1子2女                 |
| 七階貴人 |                 | 蓋氏禎   |                               | 錦衣校尉蓋文合 | 生1子2女                 |
| 七階貴人 |                 | 阮氏長   |                               | 錦衣校尉阮有濯 | 生3子1女                 |
| 七階貴人 |                 | 杜氏松   |                               | 錦衣校尉杜文石 | 生1子                    |
| 七階貴人 |                 | 杜氏心   | 1804年9月27日－1863年4月12日  |                | 生5子3女                 |
| 七階貴人 |                 | 黎氏祿   |                               |                | 生3子2女                 |
| 七階貴人 |                 | 阮氏幸   |                               |                | 生2子1女                 |
| 八階美人 |                 | 阮氏彬   |                               |                | 生1子1女                 |
| 八階美人 |                 | 段氏瑞   |                               | 錦衣校尉段德議 | 生1女                    |
| 九階才人 |                 | 丁氏義   |                               |                | 生1子1女                 |
| 九階才人 |                 | 陳氏錢   |                               |                | 生2子1女                 |
| 九階才人 |                 | 阮氏姓   |                               | 兵部參知阮公捷 | 生1子                    |
| 九階才人 |                 | 杜氏岡   |                               |                | 生1子2女                 |
| 九階才人 |                 | 陳氏清   |                               |                | 生1子                    |
| 九階才人 |                 | 陳氏竹   |                               |                | 生2女                    |
| 九階才人 |                 | 陳氏讖   |                               |                | 生1女                    |
| 九階才人 |                 | 裴氏山   |                               |                | 生1子2女                 |
| 九階才人 | 淑順            | 胡氏彩   | 1807年6月25日－1877年5月13日  |                | 生1子                    |
| 宮人     |                 | 李氏琴   |                               |                | 生1女                    |
| 宮人     |                 | 高氏妙態 |                               |                | 生1子                    |
| 宮人     |                 | 鄧氏窕   |                               |                | 生1女                    |
| 宮人     |                 | 黎氏訂   |                               |                | 生1女                    |
| 宮人     |                 | 陳氏美   |                               |                | 生1女                    |
| 宮人     |                 | 陳氏雅   |                               |                | 生1女                    |
| 宮人     |                 | 陳氏雁   |                               |                | 生1女                    |
| 宮人     |                 | 黎氏聰   |                               |                | 生1女                    |
| 宮人     |                 | 阮氏椿   |                               | 嘉定正隊阮文珠 | 生1子1女                 |
| 宮人     |                 | 潘氏員   |                               |                | 生1子                    |
| 宮人     |                 | 陳氏嚴   |                               |                | 生2子3女                 |
| 宮娥     |                 | 阮氏永   |                               |                | 生1子                    |
| 宮娥     |                 | 阮氏藥   |                               |                | 生1子                    |
| 宮娥     |                 | 黎氏祥   |                               | 質郡公黎質     | 生1子                    |

### 子女
明命帝有七十八子、六十四女，為阮朝歷代皇帝中子嗣最多的一位皇帝。      
| 排行 | 封號     | 諡號       | 姓名              | 生卒年                        | 生母           | 生平             |
| ---- | -------- | ---------- | ----------------- | ----------------------------- | -------------- | ---------------- |
| 皇子 |          |            |                   |                               |                |                  |
| 1    | 長慶公   | 憲祖章皇帝 | 阮福綿宗          | 1807年6月16日－1847年11月4日  | 皇后胡氏華     | 即紹治帝         |
| 2    |          |            | 阮福晸            | 生于1807年8月26日             | 賢妃吳氏政     | 早殤             |
| 3    | 壽春王   | 端恪       | 阮福绵定 阮福宴   | 1810年8月5日－1886年11月5日   | 嘉妃范氏雪       | 有78子66女       |
| 4    | 寧順郡王 | 端肅       | 阮福綿宜 阮福昱   | 1810年12月30日－1874年8月12日 | 莊嬪陳氏線     | 有34子41女       |
| 5    | 永祥郡王 | 莊穆       | 阮福綿宏 阮福曙   | 1811年7月12日－1835年11月23日 | 賢妃吳氏政     | 有4子2女         |
| 6    | 富平郡王 | 莊恭       | 阮福綿 阮福綿安   | 1817年1月4日－1865年2月1日    | 賢妃吳氏政     | 有10子7女        |
| 7    | 宜禾郡公 | 恭亮       | 阮福綿宸          | 1817年2月16日－1878年10月7日  | 貴人阮有氏長   | 有11子3女        |
| 8    | 符美郡公 | 恭亮       | 阮福綿富          | 1817年2月28日－1885年4月15日  | 宮人陳氏嚴     | 有13子8女        |
| 9    | 咸順公   | 恭肅       | 阮福綿守          | 1819年3月5日－1859年9月24日   | 美人阮文氏彬   | 有27子35女       |
| 10   | 從善王   | 端恭       | 阮福綿審 阮福晛   | 1819年12月11日－1870年4月30日 | 淑嬪阮克氏寶   | 有20子12女       |
| 11   | 綏理王   | 端恭       | 阮福綿寊          | 1820年2月3日－1897年11月18日  | 婕妤黎氏愛     | 有40子36女       |
| 12   | 襄安郡王 | 恭毅       | 阮福綿寶          | 1820年5月20日－1854年3月8日   | 安嬪胡氏隨     | 有18子7女        |
| 13   | 遵國公   | 恭睦       | 阮福綿            | 1820年7月11日－1890年8月20日  | 才人丁氏義     | 有13子10女       |
| 14   |          |            | 阮福綿宥          | 1821年9月29日－1824年11月27日 | 淑嬪阮克氏寶   |                  |
| 15   | 樂化郡公 | 和慎       | 阮福綿宇          | 1822年2月21日－1849年11月17日 | 宫人阮文氏永   | 有10子3女        |
| 16   | 河清郡公 | 莊簡       | 阮福綿宋          | 1822年3月17日－1858年3月2日   | 宮人陳氏嚴     | 有7子9女         |
| 17   |          |            | 阮福綿宬          | 早殤                          | 不詳           |                  |
| 18   | 義國公   | 恭達       | 阮福綿宰          | 1822年10月21日－1844年12月5日 | 安嬪胡氏隨     | 有2子1女         |
| 19   |          |            | 未命名            | 早殤                          |                |                  |
| 20   |          |            | 未命名            | 早殤                          |                |                  |
| 21   |          |            | 阮福綿宣          | 早殤                          | 才人陳氏錢     |                  |
| 22   |          |            | 阮福綿㝫          | 早殤                          | 婕妤黎氏愛     |                  |
| 23   | 鎮蠻郡公 | 恭惠       | 阮福綿㝜 阮福綿寔 | 1823年3月8日－1866年8月5日    | 莊嬪陳氏線     | 有9子8女         |
| 24   |          |            | 未命名            | 早殤                          |                |                  |
| 25   |          |            | 未命名            | 早殤                          |                |                  |
| 26   | 山定公   | 恭肅       | 阮福綿宮          | 1824年1月17日－1849年10月2日  | 貴人阮有氏長   | 有7子4女         |
| 27   | 新平郡公 | 靜懿       | 阮福綿寷          | 1824年5月16日－1860年10月30日 | 貴人杜氏松     | 有1子3女         |
| 28   |          |            | 阮福綿宅          | 1824年5月18日－1826年2月15日  | 惠嬪陳氏勳     |                  |
| 29   | 葵州郡公 | 恭亮       | 阮福綿寮          | 1824年8月23日－1881年5月      | 宮人黎氏祥     | 有5子9女         |
| 30   | 廣寧郡王 | 敦和       | 阮福綿宓          | 1825年8月17日－1847年5月23日  | 惠嬪陳氏勳     | 有3子2女         |
| 31   | 山靜郡公 | 和厚       | 阮福綿㝗          | 1826年2月27日－1863年8月24日  | 麗嬪阮嘉氏翠竹 | 有7子11女        |
| 32   | 廣邊郡公 | 恭亮       | 阮福綿家          | 1826年5月22日－1875年7月20日  | 貴人阮有氏長   | 有15子11女       |
| 33   | 樂邊郡公 | 敦亮       | 阮福綿寬          | 1826年7月8日－1863年9月2日    | 貴人梁氏願     | 有4子3女         |
| 34   |          |            | 阮福綿宦          | 1826年8月31日－1839年1月13日  | 貴人杜氏心     |                  |
| 35   | 巴川郡公 | 諒和       | 阮福绵宿          | 1827年2月26日－1854年1月1日   | 貴人蓋氏禎     | 無嗣             |
| 36   | 建祥公   | 恭肅       | 阮福綿官          | 1827年5月21日－1847年2月3日   | 婕妤黎氏愛     | 有3子1女         |
| 37   | 和盛王   | 端恭       | 阮福綿寯          | 1827年6月12日－1907年6月22日  | 安嬪胡氏隨     | 有35子26女       |
| 38   |          |            | 未命名            | 早殤                          |                |                  |
| 39   |          |            | 未命名            | 早殤                          |                |                  |
| 40   | 和國公   | 敦允       | 阮福綿宭          | 1828年8月31日－1863年8月17日  | 賢妃吳氏政     | 有6子5女         |
| 41   | 綏安郡公 | 恭亮       | 阮福綿㝓          | 1828年10月5日－1893年7月14日  | 麗嬪阮嘉氏翠竹 | 有10子15女       |
| 42   | 海國公   | 恭睦       | 阮福綿            | 1828年10月27日－1896年4月16日 | 才人阮氏姓     | 有6子3女         |
| 43   |          |            | 阮福綿            | 1829年1月5日－1837年7月30日   | 惠嬪陳氏勳     |                  |
| 44   | 西寧郡公 | 端毅       | 阮福綿寀          | 1829年1月5日－1864年9月22日   | 宮人潘氏員     | 有4子1女         |
| 45   | 鎮靖郡公 | 恭亮       | 阮福綿寅          | 1829年4月18日－1885年3月9日   | 貴人杜氏心     | 有15子9女        |
| 46   |          |            | 未命名            | 早殤                          |                |                  |
| 47   | 廣澤郡公 | 端敏       | 阮福綿            | 1829年10月16日－1854年4月6日  | 和嬪阮文氏奎   | 有5子6女         |
| 48   | 安國公   | 謹慧       | 阮福綿㝘          | 1830年1月1日－1853年10月18日  | 惠嬪陳氏勳     | 有2子1女         |
| 49   | 靜嘉公   | 恭肅       | 阮福綿宱          | 1830年3月13日－1902年1月13日  | 才人胡氏彩     | 有9子7女         |
| 50   |          |            | 未命名            | 早殤                          |                |                  |
| 51   | 鎮邊郡公 | 恭亮       | 阮福綿寈          | 1830年9月18日－1877年2月6日   | 貴人黎氏祿     | 有17子10女       |
| 52   | 奠國公   | 恭雅       | 阮福綿㝭          | 1830年11月11日－1870年3月18日 | 和嬪阮文氏奎   | 有10子7女        |
| 53   | 綏邊郡公 | 謹穆       | 阮福綿寵          | 1831年4月8日－1865年7月23日   | 婕妤阮常氏圓   | 有4子2女         |
| 54   | 桂山郡公 | 恭亮       | 阮福綿            | 1831年6月9日－1873年9月13日   | 宮人阮文氏藥   | 有7子5女         |
| 55   | 豐國公   | 弘雅       | 阮福綿            | 1831年9月28日－1854年7月20日  | 貴人黎氏祿     | 有7子4女         |
| 56   | 鎮定郡公 | 敦懿       | 阮福綿            | 1832年1月3日－1865年5月25日   | 貴人阮有氏幸   | 有3子2女         |
| 57   | 懷德郡王 | 端恭       | 阮福綿㝝          | 1832年1月20日－1897年12月28日 | 麗嬪阮嘉氏翠竹 | 有11子9女        |
| 58   | 濰川郡公 | 惠睦       | 阮福綿寁          | 1832年8月18日－1871年12月9日  | 婕妤阮常氏圓   | 有5子6女         |
| 59   | 錦江郡公 | 恭亮       | 阮福綿            | 1832年9月28日－1895年9月1日   | 貴人杜氏心     | 有10子12女       |
| 60   | 廣化郡公 | 恭亮       | 阮福綿宛          | 1833年2月12日－1893年11月30日 | 賢妃吳氏政     | 有2子7女         |
| 61   | 南策郡公 | 恭亮       | 阮福綿㝧          | 1833年3月15日－1895年2月1日   | 貴人阮有氏幸   | 有8子4女         |
| 62   |          |            | 阮福綿宙          | 1833年3月25日－1841年9月12日  | 才人陳氏錢     |                  |
| 63   |          |            | 阮福綿㝣          | 1833年4月14日－1839年1月18日  | 才人杜氏岡     |                  |
| 64   |          |            | 阮福綿寓          | 1833年4月29日－1847年3月20日  | 貴人黎氏祿     |                  |
| 65   | 鎮國公   | 恭睦       | 阮福綿寫          | 1833年6月5日－1889年8月4日    | 宮人高氏妙態   | 有1子1女         |
| 66   | 弘化郡王 |            | 阮福綿            | 1833年7月19日－1905年5月7日   | 才人陳氏清     | 有1養子2女       |
| 67   |          |            | 阮福綿室          | 1834年7月30日－1837年6月24日  | 惠嬪陳氏勳     |                  |
| 68   | 新安郡公 | 慧穆       | 阮福綿            | 1835年4月26日－1854年7月13日  | 和嬪阮文氏奎   | 無嗣             |
| 69   | 保安郡公 | 温敏       | 阮福綿客          | 1835年5月6日－1858年12月9日   | 貴人杜氏心     | 有2子2女1養子    |
| 70   | 厚祿郡公 | 恭亮       | 阮福綿            | 1835年9月21日－1882年2月4日   | 宮人陳氏雅     | 有13子7女        |
| 71   | 建和郡公 | 恭亮       | 阮福綿            | 1836年2月13日－1891年7月17日  | 才人裴氏山     | 有14子10女       |
| 72   | 建豐郡公 | 恭亮       | 阮福綿            | 1836年5月20日－1888年7月15日  | 貴人杜氏心     | 有12子9女        |
| 73   | 永禄郡公 | 恭亮       | 阮福綿寘          | 1836年9月20日－1888年12月18日 | 麗嬪阮嘉氏翠竹 | 有13子18女       |
| 74   | 符吉郡公 | 恭亮       | 阮福綿寴          | 1837年7月20日－1875年8月17日  | 和嬪阮文氏奎   | 有4子6女         |
| 75   | 錦川郡王 | 端肅       | 阮福綿寄          | 1838年4月5日－1881年12月15日  | 宮人阮文氏椿   | 有7子13女        |
| 76   | 安川王   | 端恭       | 阮福綿㝑          | 1838年6月5日－1902年8月19日   | 麗嬪阮嘉氏翠竹 | 有9子6女         |
| 77   |          |            | 阮福綿            | 1839年12月11日－1856年1月27日 | 惠嬪陳氏勳     |                  |
| 78   | 安城王   | 端恭       | 阮福綿            | 1841年5月13日－1919年11月5日  | 麗嬪阮嘉氏翠竹 | 遺腹子，有8子6女 |
| 皇女 |          |            |                   |                               |                |                  |
| 1    |          | 安靜       | 阮氏玉琮          | 1812年7月17日－1824年4月3日   | 賢妃吳氏政     |                  |
| 2    | 安富公主 | 貞信       | 阮玉珪珈 阮玉璋珈 | 1813年8月12日－1865年4月28日  | 賢妃吳氏政     | 嫁阮文肅         |
| 3    | 祿城公主 | 端潔       | 阮玉琬琰          | 1815年－1836年8月29日         | 賢妃吳氏政     | 嫁武文美         |
| 4    | 安常公主 | 美淑       | 阮玉良德          | 1817年7月26日－1891年5月13日  | 美人阮文氏彬   | 嫁潘文瑩         |
| 5    | 香羅公主 | 徽敏       | 阮玉光静          | 1817年－1844年11月26日        | 貴人梁氏願     | 嫁黄继炎         |
| 6    | 安永公主 | 美淑       | 阮玉和淑          | 1818年7月5日－1893年11月27日  | 貴人蓋氏禎     | 嫁阮長           |
| 7    | 安莊公主 | 莊順       | 阮玉貞德          | 1818年－1863年9月30日         | 才人陳氏讖     | 嫁陳文盛         |
| 8    | 豐禾公主 | 端艷       | 阮玉柔順          | 1819年4月21日－1840年10月18日 | 安嬪胡氏隨     |                  |
| 9    | 安吉公主 | 美淑       | 阮玉柔淑          | 1819年12月16日－1886年        | 惠嬪陳氏勳     | 嫁阮賦           |
| 10   | 定美公主 | 柔靜       | 阮玉端順          | 1820年8月20日－1854年5月29日  | 宮人陳氏嚴     | 嫁杜才           |
| 11   | 富美公主 | 美淑       | 阮玉端貞          | 1821年5月24日－1899年12月17日 | 貴人阮有氏長   | 嫁段文選         |
| 12   | 芳維公主 | 淵艷       | 阮玉永嘉          | 1821年－1850年1月11日         | 貴人蓋氏禎     | 嫁黎增茂         |
| 13   | 新和公主 | 芳靜       | 阮玉端慎          | 1822年1月2日－1866年5月23日   | 貴人梁氏願     | 嫁鄭懷謹         |
| 14   | 瓊林公主 | 莊慧       | 阮玉嫻慎          | 1822年－1849年10月3日         | 宮人陳氏雁     | 嫁阮增踴         |
| 15   | 懋和公主 | 美淑       | 阮玉嘉貞          | 1823年9月25日－1885年9月19日  | 美人段氏瑞     | 嫁陳文德         |
| 16   | 美寧公主 | 艷潔       | 阮玉嘉節          | 1823年12月27日－1841年12月1日 | 貴人杜氏心     |                  |
| 17   | 富豐公主 | 婉和       | 阮玉永瑞          | 1824年3月4日－1863年4月27日   | 才人陳氏竹     | 嫁阮進謂         |
| 18   | 歸德公主 | 美淑       | 阮玉永禎          | 1824年6月21日－1892年4月18日  | 淑嬪阮克氏寶   | 嫁范登述         |
| 19   |          |            | 未命名            | 早殤                          | 宮人陳氏嚴     |                  |
| 20   | 感德公主 |            | 阮玉淑慎          | 1825年6月25日－1907年2月18日  | 宮人陳氏嚴     | 嫁黎文琅         |
| 21   | 春安公主 | 婉嫻       | 阮玉淑靜          | 1825年10月1日－1856年4月13日  | 貴人黎氏祿     | 嫁張福李         |
| 22   | 和美公主 | 嘉淑       | 阮玉莊靜          | 1825年10月1日－1847年3月19日  | 婕妤黎氏愛     |                  |
| 23   | 霑德公主 |            | 阮玉莊嫻          | 1825年11月22日－1892年4月17日 | 貴人阮有氏幸   | 嫁鄧德潤         |
| 24   | 平春公主 | 靜芳       | 阮玉嘉瑞          | 1825年11月25日－1860年8月3日  | 才人陳氏竹     | 嫁黃文秋         |
| 25   | 賴德公主 | 美淑       | 阮玉貞慎          | 1826年9月12日－1904年1月3日   | 淑嬪阮克氏寶   | 嫁申仲怡         |
| 26   | 義田公主 | 美淑       | 阮玉貞嫻          | 1827年6月14日－1902年7月28日  | 麗嬪阮嘉氏翠竹 | 嫁黃嘉稘         |
| 27   | 義河公主 | 慧靜       | 阮玉祥和          | 1827年6月14日－1847年6月28日  | 惠嬪陳氏勳     |                  |
| 28   | 春榮公主 | 美淑       | 阮玉祥靜          | 1828年2月5日－1875年1月24日   | 和嬪阮文氏奎   | 嫁梁進禮         |
| 29   | 嘉樂公主 | 慧雅       | 阮玉嫻淑          | 1828年6月15日－1864年12月2日  | 才人杜氏岡     | 嫁阮文鵔         |
| 30   |          |            | 阮玉嫻貞          | 1829年－1830年11月1日         | 婕妤黎氏愛     | 早殤             |
| 31   | 平盛公主 |            | 阮玉瑞慎          | 1829年4月9日－1907年1月29日   | 貴人黎氏祿     | 嫁胡旛           |
| 32   |          |            | 阮玉瑞淑          | 1829年－1835年6月12日         | 賢妃吳氏政     |                  |
| 33   |          |            | 未命名            | 早殤                          |                |                  |
| 34   | 順禮公主 | 美淑       | 阮玉靜和          | 1830年－1882年4月22日         | 淑嬪阮克氏寶   | 嫁鄧文潔         |
| 35   |          |            | 未命名            | 早殤                          |                |                  |
| 36   | 沛恩公主 | 美淑       | 阮玉良貞          | 1830年10月28日－1891年4月28日 | 貴人杜氏心     | 嫁阮德煇         |
| 37   |          |            | 阮玉嘉莊          | 1831年4月3日－1847年11月19日  | 才人陳氏錢     |                  |
| 38   | 金香公主 | 柔則       | 阮玉嘉靜          | 1831年7月8日－1860年6月6日    | 才人杜氏岡     | 嫁黎順理         |
| 39   | 永真公主 | 莊和       | 阮玉淑慧          | 1832年2月2日－1854年10月9日   | 和嬪阮文氏奎   | 嫁張文吉         |
| 40   | 順和公主 | 端慧       | 阮玉嫻靜          | 1832年3月3日－1863年3月24日   | 宮人李氏琴     | 嫁阮文語         |
| 41   | 芳香公主 | 慧和       | 阮玉嫻安          | 1832年8月2日－1854年4月6日    | 惠嬪陳氏勳     | 嫁黃文班         |
| 42   | 義棠公主 | 柔莊       | 阮玉靜安          | 1833年7月29日－1857年4月27日  | 和嬪阮文氏奎   | 嫁黎止孝         |
| 43   | 春和公主 | 美淑       | 阮玉淑姿 阮玉安淑 | 1833年8月5日－1879年3月15日   | 惠嬪陳氏勳     | 嫁阮登棟         |
| 44   | 春來公主 |            | 阮玉柔儀          | 1833年11月22日－1907年1月10日 | 麗嬪阮嘉氏翠竹 | 嫁阮廷賜         |
| 45   |          |            | 未命名            | 早殤                          | 貴人杜氏心     |                  |
| 46   | 富厚公主 | 美淑       | 阮玉芳貞 阮玉安瑞 | 1834年6月27日－1886年12月15日 | 婕妤阮常氏圓   | 嫁阮文霱         |
| 47   | 定成公主 | 淵嫻       | 阮玉和慎          | 1834年6月27日－1860年12月25日 | 才人裴氏山     | 嫁阮亨           |
| 48   | 美裔公主 | 美淑       | 阮玉和嫻          | 1835年8月28日－1912年6月11日  | 惠嬪陳氏勳     | 嫁阮珍           |
| 49   | 香溪公主 |            | 阮玉和祥          | 1835年10月27日－？            | 宮人陳氏美     | 嫁楊秋           |
| 50   | 美順公主 | 端美       | 阮玉嫻慧          | 1835年12月18日－1863年2月10日 | 婕妤阮常氏圓   | 嫁有化           |
| 51   | 春雲公主 | 婉靜       | 阮玉安嫻          | 1836年－1854年7月7日          | 和嬪阮文氏奎   | 嫁胡文玩         |
| 52   | 多祿公主 |            | 阮玉柔和          | 1836年7月31日－1929年8月7日   | 惠嬪陳氏勳     | 嫁胡文奢         |
| 53   | 林盛公主 | 美淑       | 阮玉和貞          | 1836年12月4日－1869年10月8日  | 婕妤阮常氏圓   | 嫁阮良恭         |
| 54   | 通朗公主 | 麗柔       | 阮玉良嫻          | 1838年1月13日－1872年11月6日  | 惠嬪陳氏勳     | 嫁阮進營         |
| 55   |          |            | 阮玉貞和          | 1838年12月18日－1839年8月14日 | 和嬪阮文氏奎   |                  |
| 56   |          |            | 阮玉良靜          | 1838年12月18日－1840年1月18日 | 惠嬪陳氏勳     |                  |
| 57   | 沛澤公主 | 美淑       | 阮玉貞靜          | 1839年6月25日－1909年11月10日 | 才人裴氏山     | 嫁黎文桐         |
| 58   |          |            | 未命名            | 早殤                          |                |                  |
| 59   |          |            | 阮玉柔靜          | 1839年8月3日－1845年4月11日   | 宮人阮文氏椿   |                  |
| 60   |          |            | 阮玉靜莊          | 1840年7月13日－1847年6月30日  | 和嬪阮文氏奎   |                  |
| 61   | 美宅公主 | 美淑       | 阮玉貞柔          | 1840年10月15日－1902年4月21日 | 宮人黎氏聰     | 嫁阮常講         |
| 62   |          |            | 阮玉貞瑞          | 1841年3月29日－1845年7月10日  | 宮人黎氏訂     | 遺腹女           |
| 63   | 平隆公主 | 麗雅       | 阮玉莊祥          | 1841年4月16日－1864年5月11日  | 宮人鄧氏窕     | 嫁阮如恭，遺腹女 |
| 64   | 宜春公主 | 婉芳       | 阮玉福祥          | 1841年7月8日－1865年3月20日   | 惠嬪陳氏勳     | 嫁黃素，遺腹女   |

### 引用
1. ↑  《大南實錄正編·第二紀》卷一九〇：「戊戌明命十九年春三月甲戌，初定國號曰大南。諭曰：我國朝自太祖嘉裕皇帝南極肇基，暨列聖日增式廓，撫有越裳之地，故國中原號『大越』，曆書亦以此二字冠之，本非襲用安南之別稱『大越』者。比至我皇考祖高皇帝奄有安南，爰建國號為『大越南國』，其曆書但書『大越』二字，於理本無妨。向來行之，已歷年紀。乃有草野無識之徒，見安南國陳、黎歷朝亦有『大越』字樣，謬認雷同，妄生疑訝，則所關國體不細。朕稽諸往古，唐、宋以前，多以興王之地為奄有天下之號，至元、明又嫌循襲故稱，即以美字為國號，暨大清原稱滿洲，後復改為大清，皆因辰隨宜，事以義起。茲本朝奄有南方，提封日辟，東邊一帶，訖於南海，繞過西溟，凡戴發含齒，皆隸版圖，海澨山陬，盡歸率土。原稱越南，今稱大南，更明名義，而越字亦在其中矣。詩云：‘周雖舊邦，其命維新。’信符名實。准嗣後國號，宜稱『大南國』。一切文字稱呼，即照此遵行。或間有連稱『大越南國』，於理猶是。永不得復稱『大越』二字。其協紀曆本年業已頒行，不必一一更換，仍須改印數千張曆面進候，頒給京外官員，俾明大號。餘即以明命二十年為始，改著『大南』字樣頒行，以正名稱，播告邇遐，咸孚聞聽。」
2. 1 2  .   [2012-07-24]. （原始内容存档于2014-03-04）.
3. 1 2  .   [2013-02-04]. （原始内容存档于2014-02-24）.
4. 1 2  Buttinger, p. 268.
5. ↑  （法文）Viêt Nam Exposé, p.204 （页面存档备份，存于）
6. ↑  .   [2013-03-13]. （原始内容存档于2016-03-05）.
7. 1 2  《越南通史》，546頁
8. ↑  《越南史略》，313頁
9. 1 2  《越南史略》，315頁
10. ↑  《明命政要·勤政篇》
11. 1 2  《越南歷史》，473頁
12. 1 2  《越南史略》，316頁
13. ↑  《越南史略》，319頁
14. ↑  《越南通史》，549頁
15. 1 2 3  《越南史略》，323頁
16. 1 2  《越南通史》，554頁
17. ↑  《越南史略》，320頁
18. 1 2 3 4 5  Sơ lược về tổ chức thế hệ, danh tánh trong họ Nguyễn-phước （页面存档备份，存于）
19. ↑  《越南史略》，335頁。
20. ↑  潘佩珠著《越南亡国史》，转引自《清代中越宗藩關係研究》，304頁
21. 1 2  《越南史略》，321頁
22. ↑  《越南史略》，322頁
23. ↑  《越南歷史》，474頁
24. ↑  《越南歷史》，477頁
25. ↑  《越南通史》，543頁
26. 1 2  《越南史略》，324頁
27. ↑  《越南通史》，555頁
28. 1 2 3  《越南通史》，556頁
29. ↑  《大南实录》正编第二纪 卷三十七 明命七年二月 南定土匪武德葛窃发于茶里洋外小岛条。
30. 1 2  《越南史略》，326頁
31. 1 2 3 4  《越南史略》，337~339頁
32. ↑  McLeod, p.30
33. 1 2  《越南史略》，328~330頁
34. 1 2  （英文）Chapuis, p.192
35. 1 2  《越南史略》，339頁
36. ↑  （英文）Bunson, p.459. （页面存档备份，存于）
37. ↑  （英文）.   [2009-06-25]. （原始内容存档于2009-03-23）.
38. ↑  Choi Byung Wook. . SEAP Publications. 2004: 141–  [2019-01-25]. ISBN 978-0-87727-138-3. （原始内容存档于2019-06-11）.
39. ↑  Jean-François Hubert. . Parkstone International. 2012-05-08: 25–  [2019-01-25]. ISBN 978-1-78042-964-9. （原始内容存档于2016-05-08）.
40. ↑  . Cham Unesco.   [2015-06-25]. （原始内容存档于2015-02-06）.
41. ↑  (Extracted from Truong Van Mon, “The Raja Praong Ritual: a Memory of the sea in Cham- Malay Relations”, in Memory And Knowledge Of The Sea In South Asia, Institute of Ocean and Earth Sciences, University of Malaya, Monograph Series 3, pp, 97-111. International Seminar on Maritime Culture and Geopolitics & Workshop on Bajau Laut Music and Dance”, Institute of Ocean and Earth Sciences and the Faculty of Arts and Social Sciences, University of Malaya, 23-24/2008)
42. ↑  Dharma, Po. . Cham Today.   [2015-06-25]. （原始内容存档于2015-06-26）.
43. ↑  （日語）（页面存档备份，存于） （页面存档备份，存于） （页面存档备份，存于） （页面存档备份，存于）  （页面存档备份，存于）
44. ↑  .   [2019-01-25]. （原始内容存档于2018-11-23）.
45. 1 2 3  《越南史略》，327~328頁
46. 1 2  《清代中越宗藩關係研究》，303~304頁
47. 1 2  McLeod, p. 28.
48. ↑  《越南史略》，342~343頁
49. ↑  （繁體中文）天主教聖道明傳道中心（台灣）：越南殉道聖人 的存檔，存档日期2014-03-06.
50. ↑  Việt Sử Toàn Thư, Phạm Văn Sơn, p. 432
51. 1 2  《越南史略》，330~337頁
52. 1 2 3  《越南史略》，340頁
53. ↑  《越南通史》，642頁
54. ↑  《越南通史》，558頁
55. ↑  《越南通史》，560~561頁
56. ↑  Buttinger, p. 269.
57. ↑  McLeod, p. 24.
58. ↑  （英文）A Vietnamese Royal Exile in Japan by My-Van Tran, Tran My-Van
59. ↑  《越南通史》，559頁
60. 1 2 3  《越南史略》，341~342頁
61. ↑  Chapuis, p.4
62. ↑  《越南歷史》，489頁
63. ↑  《越南通史》，550頁
64. ↑  （英文）The Nguyen Mission for Smallpox Vaccine: Promising Leads from the Portuguese Archives 的存檔，存档日期2013-02-01.
65. ↑  《清代中越宗藩關係研究》，41頁
66. 1 2  《越南史略》，343頁
67. ↑  《國朝正編撮要·卷之三 （页面存档备份，存于）》
68. ↑  《越南歷史》，459~461頁
69. ↑  《越南通史》，560頁
70. ↑  據墓碑“前朝才人胡氏諡淑順之墓 孝子綿宱奉祀 丁卯年五月二十日生 丁丑年四月初一日卒”。